# Сбалансированная система показателей
Сбалансированная система показателей (система сбалансированных показателей, ССП, англ. balanced scorecard, BSC) — инструмент стратегического управления результативностью, частично стандартизированная форма отчётности, позволяющая менеджерам отслеживать исполнение заданий сотрудниками, а также последствия исполнения или неисполнения.
Другое определение: ССП — это система измерения эффективности деятельности всего предприятия (система стратегического планирования), основанная на видении и стратегии, которая отражает наиболее важные аспекты бизнеса.
Система снабжена специальными методами проектирования и автоматизации.
Термин может соответствовать как системе в целом, так и индивидуальной реализации показателей. Важнейшими характеристиками подхода являются:
- акцент на стратегической повестке организации;
- отбор небольшого числа отслеживаемых данных;
- сочетание финансовых и нефинансовых данных.

## Применение
Сбалансированная система показателей является примером контроллера с обратной связью, действие которого направлено на реализацию корпоративной стратегии. Такой тип контроллера предполагает измерение результативности, сравнение показателя с референсным значением и осуществление корректировок при наличии разрыва. Подобный контроль требует трёх предпосылок:
- выбор подлежащих измерению данных;
- установление референсных значений;
- принципиальная возможность осуществить корректировки[3].

В контексте стратегического менеджмента все три элемента должны проистекать из корпоративной стратегии. Предполагается, что субъект управления способен как наблюдать, так и вмешиваться в процесс. На практике это не всегда осуществимо в полной мере.
Существуют два фактора, облегчающих установление такого рода контроля. Во-первых, можно упростить отбор данных для мониторинга. Во-вторых, следует отбирать только те данные, которые соответствуют способности менеджера вмешаться в процесс.
В 2003 году первым в России внедрил Сбалансированную Систему Показателей в работу генеральных директоров Владимир - российский бизнесмен и преподаватель, лучший менеджер Audi в Европе, основатель ГК «АвтоСпецЦентр» и «Ауди Центр Таганка», вице-президент ассоциации «Российские автомобильные дилеры», который описал метод применения в своей книге "Ген. директора.